# Glafsfjorden
Glafsfjorden är en sjö i Arvika och Säffle kommuner i Värmland och ingår i Göta älvs huvudavrinningsområde. Sjön är 36 meter djup, har en yta på 93,82 kvadratkilometer och ligger 45 meter över havet. Den har plats 25 bland Sveriges största sjöar. Sjön avvattnas av vattendraget Byälven (Kölaälven).
Det är en långsträckt sjö i riktning SO till NV. Glafsfjorden förbinds med Vänern via Söljeflagan, Stömneflagan, Björnöflagan, Gillbergasjön, Harefjorden och Byälven. Dessa vattendrag har en sammanlagd längd på över 8 mil. Höjdskillnaden mellan Glafsfjorden och Vänern är bara ca 1 m och regleras via en sluss alldeles innan utloppet, i centrala Säffle. Genom Vänern och Göta älv finns en förbindelse till havet.
Glafsfjorden är ingen egentlig fjord i ordets bemärkelse, men har varit det. Runt 7500-talet f.Kr. var sjön en fjord i Ancylussjön, ett forntida innanhav. Därav har den sitt fjordliknande, långsträckta utseende.
Vid Kyrkviken ligger Arvika, som är den innerst belägna hamnstaden i landet. Sveriges innerst belägna hamn ligger dock i Sulvik vid sjöns norra ände. Tidigare var yrkestrafiken omfattande på sjön, men nu dominerar fritidsbåtarna. På sommaren äger ett antal kappseglingar rum, som arrangeras av Arvika Segelsällskap.
Sjön omnämns år 1560 som Glassfiolen. Ursprungligen har namnet sannolikt varit *Gladher(fornsvenska), en bildning till glad i betydelsen ljus och glänsande. Senare har fjord lagts till, här i betydelsen sjö. Den ursprungliga förleden *Gladhs- har med tiden utvecklats till Glass-, vilket slutligen ombildats till Glafs- genom inflytande från sockennamnet Glava.

## Delavrinningsområde
Glafsfjorden ingår i delavrinningsområde (660734-132142) som SMHI kallar för Utloppet av Glafsfjorden. Medelhöjden är 45,79 meter över havet och ytan är 93,82 kvadratkilometer. Räknas de 206 avrinningsområdena uppströms in blir den ackumulerade arean 4 023,9 kvadratkilometer. Byälven (Kölaälven) som avvattnar avrinningsområdet har biflödesordning 2, vilket innebär att vattnet flödar genom totalt 2 vattendrag innan det når havet efter 228 kilometer. Avrinningsområdet består mestadels av skog (51 procent). Avrinningsområdet har 101,88 kvadratkilometer vattenytor vilket ger det en sjöprocent på 30,4 procent. Bebyggelsen i området täcker en yta av 7,56 kvadratkilometer eller 2 procent av avrinningsområdet.

## Galleri
| Glafsfjorden | Glafsfjorden |
| --- | ------------ |
| - En bild av ancylussjön runt 7500 f.Kr. visar Glafsfjorden som en faktisk fjord. - Glafsfjorden vid Ingestrand i utkanten av Arvika. - Utsikt över Glafsfjorden söder om Arvika. - Utsikt över Glafsfjorden söder om Arvika. - Utsikt över Glafsfjorden söder om Arvika. |              |